# Choutuppal
Choutuppal is een census town in het district Yadadri Bhuvanagiri van de Indiase staat Telangana. 

## Demografie
Volgens de Indiase volkstelling van 2001 wonen er 14.071 mensen in Choutuppal, waarvan 50% mannelijk en 50% vrouwelijk is. De plaats heeft een alfabetiseringsgraad van 65%. 